# Giselbert van Loon
Giselbert van Loon (ca. 980 - kort na 1031) was de eerst vermelde graaf van Loon, dat in de Haspengouw lag. Hij wordt samen met zijn broer Arnulf van Haspinga tussen circa 1015 en 1040 vermeld als graven van Loon en Haspengouw.

## Biografie
De oudste vermelding van Giselbert is uit een akte uit 1015, waarin hij samen met een graaf Arnulf genoemd wordt als comes de Los als broers van Balderik II (1008-1018) de latere prins-bisschop van Luik. Giselbert nam het initiatief om in Borgloon, het eerste centrum van het graafschap, een burcht te bouwen. De burcht was een motte op een heuvel, met een zaal en een kapel in de voorhof, die voorhof vormt de kern van het latere stadje Borgloon. Het kasteel zelf is verwoest en de motteheuvel is in de 19e eeuw afgegraven.
Giselbert was een zoon van Lodewijk van Haspinga en de kleinzoon van Rudolf II van Haspinga, uit wie de graven van Loon gezegd worden af te stammen. Rudolf werd samen met zijn broer Reinier III van Henegouwen in 966 door de keizer afgezet. 
Na een tussenbestuur van Berengarius van Namen, graaf van Lommegouw die gehuwd was met Symphorienne  dochter van Reinier I van Henegouwen, werd deze opgevolgd door zijn neef Adalbert I van Namen. Adelbert I werd opgevolgd door zijn zoon Robrecht I die in 974 stierf. Arnold van Loon verkreeg vervolgens het gebied in 974 en werd nadien in 1016 opgevolgd door Gijsbert (Giselbert).
Toen de broer van Gijsbecht, Arnulf van Haspinga, graafschap Haspinga aan het prinsbisdom Luik schonk werd Loon, als leen van Haspinga, ook een leen van Luik. Waarschijnlijk heeft hierin een rol gespeeld dat hun broer Balderik de prins-bisschop van Luik was geweest tussen 1008 tot 1018.
Giselbert was op het eind van zijn leven voogd over de goederen van de Sint-Jacobsabdij in Luik, die gesticht was door zijn broer Balderik.
Giselbert werd opgevolgd door zijn/Arnulfs zoon Emmo en mogelijk Otto die samen het graafschap als een condominium bestuurden. Giselbert was gehuwd met Erlande van Geldenaken en hadden de volgende kinderen:
- Emmo (? - 17 januari 1078), graaf van Loon
- Otto (? - 1101), graaf van Duras
- Herman van Gronsveld heer van Gruelsveld en graaf van de Neder-Maasgau uit zijn nageslacht komen de heren van Gronsveld uit het huis Gronsveld.